# Francesco di Giorgio Martini
Francesco di Giorgio Martini (ur. 23 września 1439 w Sienie, zm. 1502) – włoski malarz ze szkoły sieneńskiej, rzeźbiarz, architekt i inżynier. Zaprojektował około siedemdziesięciu fortyfikacji dla księcia Urbino.

## Życiorys

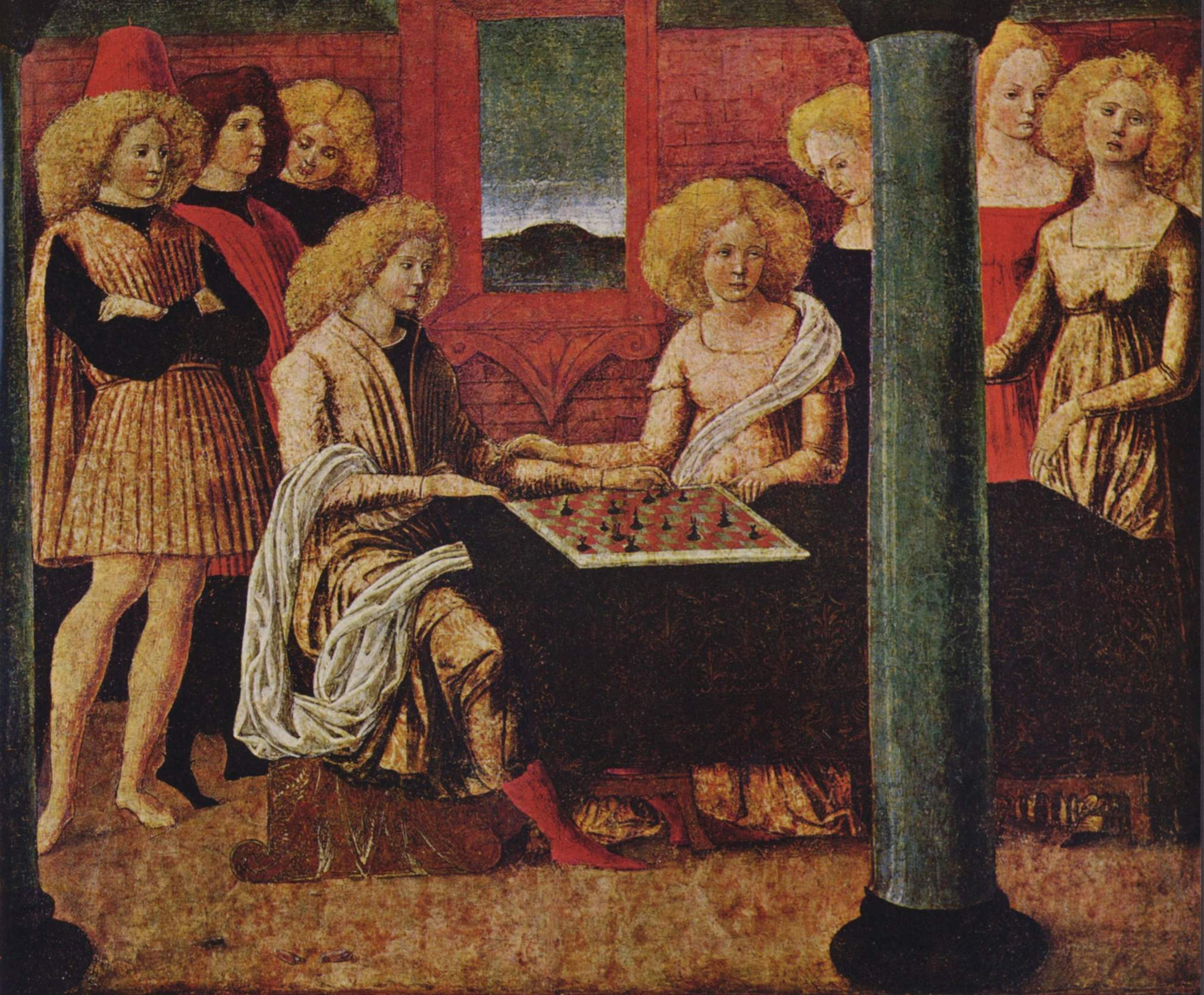
Obraz wcześniejszych lat Francesco di Giorgio Martini

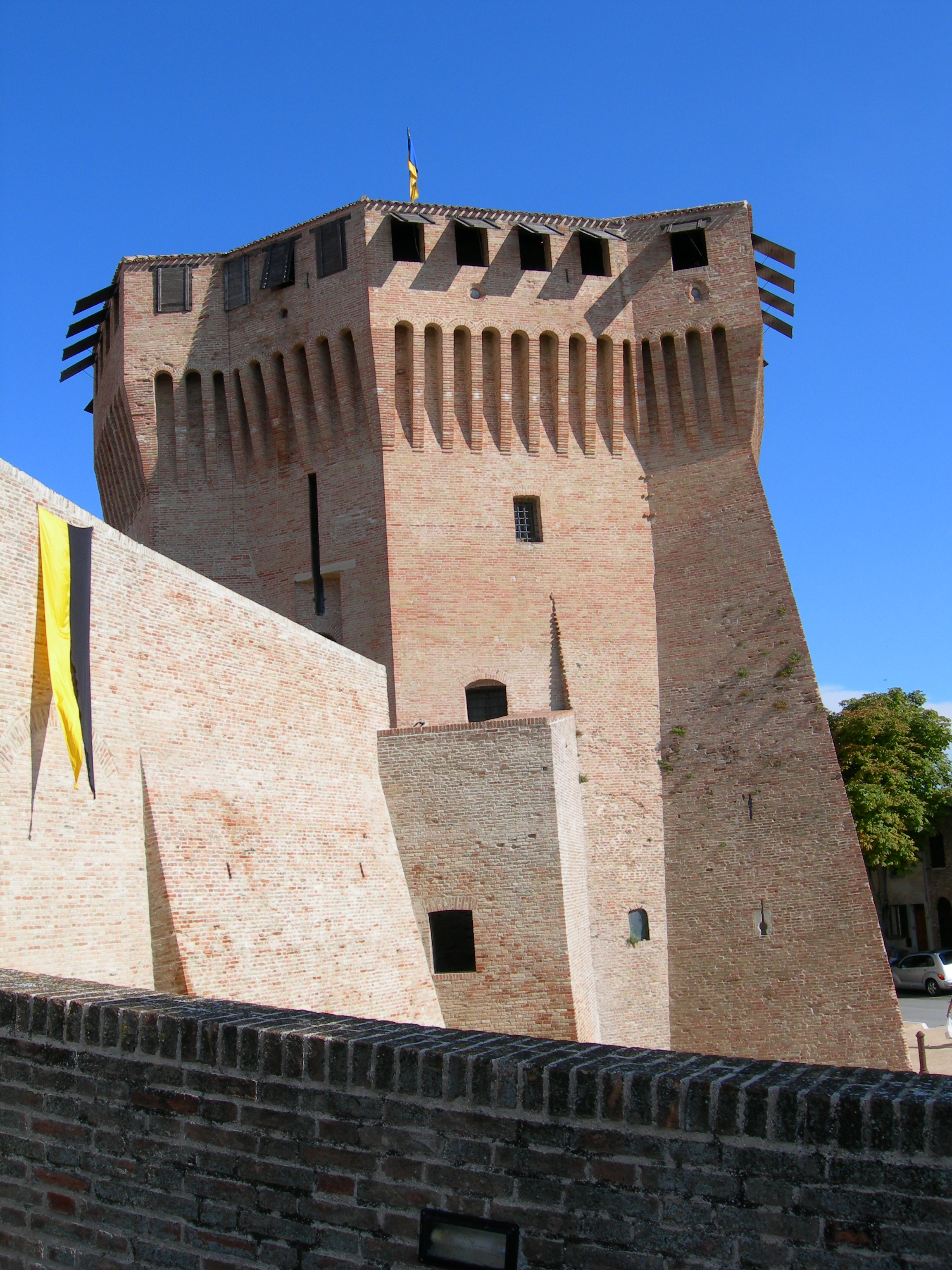
Rocca di Mondavio- jeden z projektów Francesco di Giorgio Martini

Francesco di Giorgio Martini urodził się w Sienie. Pierwsze nauki pobierał u Vecchietta. 
Był autorem projektów i twórcą wielu okazałych budowli, a przede wszystkim założeń o charakterze militarnym. Najwięcej zleceń (ok. 130) wykonywał dla księcia Urbino, pracując m.in. jako inżynier oraz medalier. Wiele lat spędził w rodzinnej Sienie, gdzie wykonał liczne prace inżynieryjne. Jego wiedzę i doświadczenie z dziedziny architektury militarnej wykorzystano nie tylko w celu budowy nowych fortec i warowni, ale również podczas oblężeń. Projektował machiny wojenne. Dzięki niemu zdobyta została twierdza Castellina. Zbudował m.in. fortecę w Mondavio i Sassocorvaro oraz w Sienie. Zaprojektował również wiele budowli cywilnych, przede wszystkim kościołów, pałaców, zamków-rezydencji i placów. Ponadto zajmował się problemami teoretycznymi w architekturze. Tworzył projekty całych miast według klasyfikacji topograficznej i funkcjonalnej, w których przedstawiał bardzo szczegółowy i systematyczny obraz każdego z nich, dzieląc na części według spełnianych zadań i przypisując im na tej podstawie odpowiednie budowle i inne rozwiązania architektoniczne.
Swoją koncepcje harmonii w architekturze opierał na porównaniu z funkcjami organów i części ciała człowieka. Szczególnie nowatorskie rozwiązania wprowadził w przypadku miast portowych położonych nad rzeką, gdzie m.in. brał pod uwagę zagrożenie powodziowe. Wiele uwagi poświęcał również projektowaniu kościołów, które podporządkowane koncepcji stosunku pomiędzy Bogiem a ludźmi. Większość z teoretycznych projektów i rozważań zawarł w monumentalnym, bogato ilustrowanym dziele Trattato d’archittetura civile e militare (1482) częściowo nawiązującym do Witruwiusza

## Obrazy artysty
- Widok architektoniczny  – ok. 1490–1500, tempera, deska topolowa 131 x 233 cm, Gemäldegalerie berlin